# Nicolauskirche (Leina)

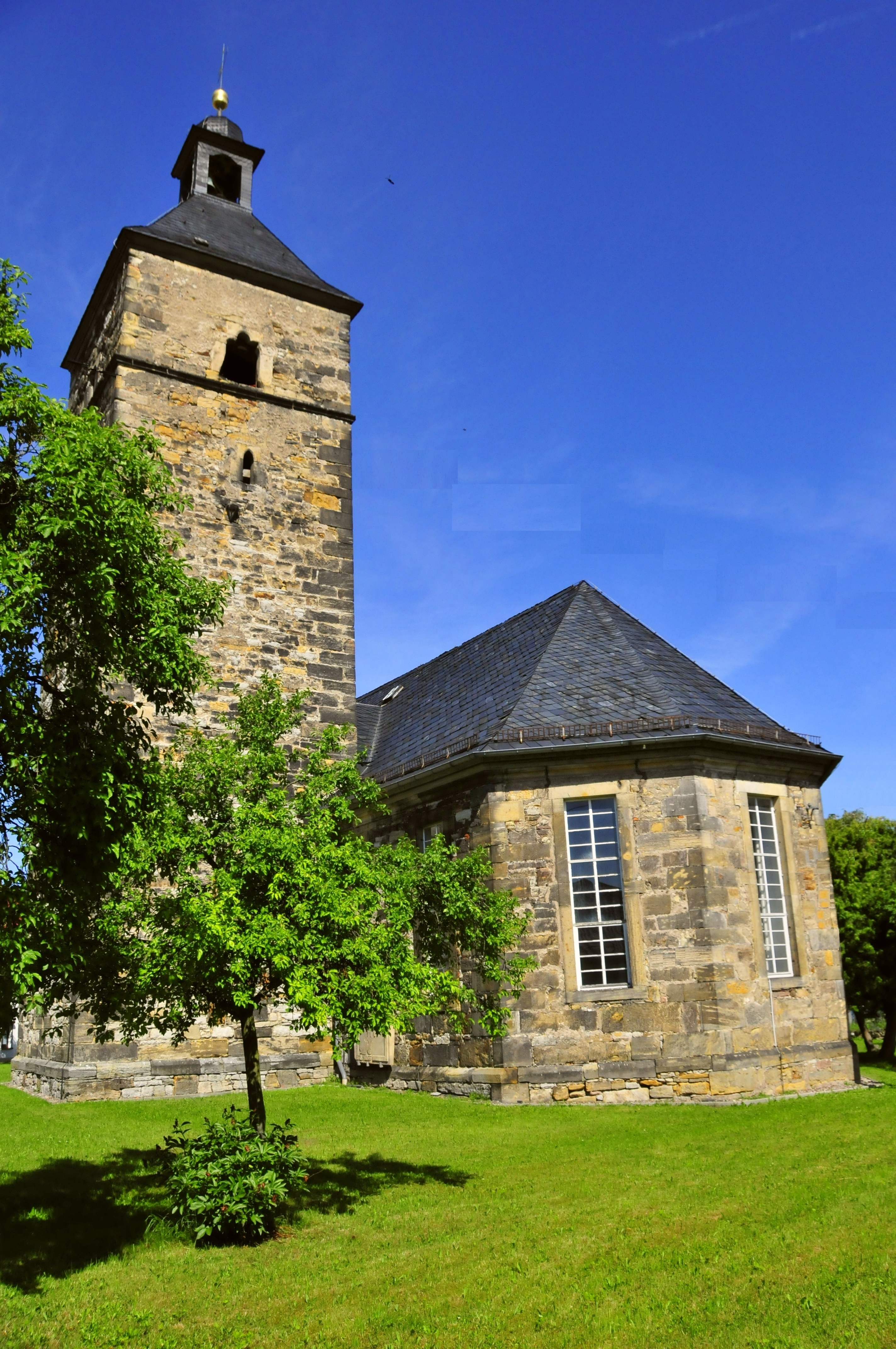
Die Kirche

Die evangelische Nicolauskirche steht im Ortsteil Leina der Gemeinde Georgenthal im Landkreis Gotha in Thüringen.

## Geschichte
In Leina wurde das erste Gotteshaus im 12. Jahrhundert mit dem Bau eines spätgotischen Chors begonnen.
Später, um 1600, erfolgten weitere Umbauten. Um 1739 erfolgte ein Neubau auf gotischen Grundmauern. Die Kirche bekam ihr heutiges äußeres Aussehen. 
Die Dorfkirche ist eine dreiachsige Emporenhalle und Pseudobasilika mit Krüppelwalmdach und dreiseitigen Chorschluss. An der Westseite befindet sich ein überdachter Emporenaufgang. Die Kirche ist mit einer großen Bronze-, einer mittleren Stahl- und einer kleinen Stahlglocke ausgestattet. Die Orgel ist ein Werk von Johann Heinrich Rupert aus dem Jahr 1740 mit 18 Registern auf zwei Manualen und Pedal. Sie wurde im Jahr 2004 durch die Firma Hey Orgelbau restauriert.
Die Kirchengemeinden Sundhausen, Boilstädt, Leina und Gospiteroda haben sich am 1. Januar 2014 zur Evangelisch-Lutherischen Boxberggemeinde Sundhausen zusammengeschlossen. Sie gehört zum Kirchenkreis Gotha der Evangelischen Kirche in Mitteldeutschland.